# Воронцов-Вельяминов, Николай Николаевич
Николай Николаевич Воронцов-Вельяминов (1824—1864) — русский писатель и журналист.

## Биография
Родился в Москве 7 (19) марта 1824 года (в Московском некрополе указана дата рождения 9 марта). Происходил из древнего дворянского рода Воронцовых-Вельяминовых; сын лейб-гвардии поручика, помещика Тульской губернии. Его брат Павел (1826—1881) служил цензором Московского цензурного комитета.
В 1850-х годах местом службы его было Московское губернское правление, был переводчиком; в 1858—1861 годах занимал должность помощника старшего секретаря. С февраля 1859 года редактировал газету «Московский вестник».
в 1852 году «Москвитянине» была напечатана его рецензия на книгу С. Т. Аксакова «Записки ружейного охотника» (№ 8). В том же журнале в 1852—1853 годах печатались его статьи на охотничьи темы и, как отмечал И. С. Тургенев: «ряд небольших рассказов о подмосковной охоте, отличающихся верностью тона, безыскусственностью изложения и показывающих притом в авторе охотника страстного и опытного». Эти рассказы, обычно с ослабленной сюжетной основой, близкие очерку, зарисовке с натуры, вошли затем в книгу «Рассказы московского охотника» (М., 1858; переиздано в 1871).
Умер 16 (28) декабря 1864 года. Похоронен в Новодевичьем монастыре.